# 광주동명중학교
광주동명중학교(光州東明中學校)는 대한민국 광주광역시 서구 쌍촌동에 위치한 공립 중학교이다.

## 학교 연혁
- 1953년 4월 17일 : 광주여자중학교 인가
- 1969년 12월 1일 : 광주동명여자중학교 교명 개명
- 1998년 3월 1일 : 광주동명중학교로 교명 개명
- 2023년 1월 6일 : 제71회 졸업식 (총 졸업생 수 31,872명)
- 2023년 9월 1일 : 제28대 류시춘 교장 취임
- 2024년 1월 5일 : 제72회 졸업식(3학년 179명 졸업)
- 2024년 3월 4일 : 신입생 입학(175명)

## 참고 자료
- 광주동명중학교 - 한국교육학술정보원 학교알리미